# Liriomyza deceptiva
Liriomyza deceptiva este o specie de muște din genul Liriomyza, familia Agromyzidae. A fost descrisă pentru prima dată de Malloch în anul 1918. Conform Catalogue of Life specia Liriomyza deceptiva nu are subspecii cunoscute.